# Combat cos a cos

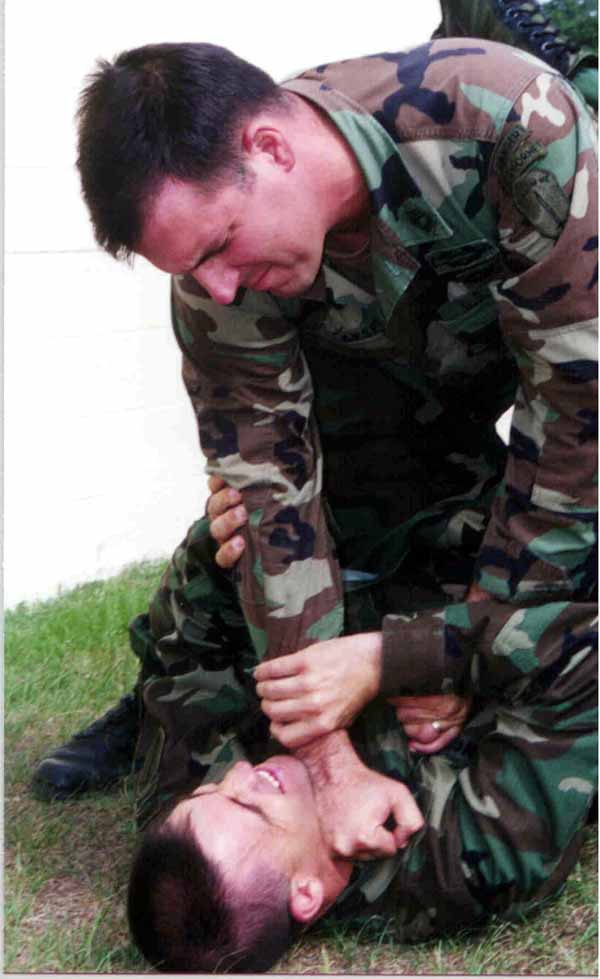
L'instructor Matt Larsen mostrant un mètode de estrangulament contra un oponent en un entrenament de combat cos a cos de l'exèrcit dels Estats Units

El combat cos a cos, de vegades abreujat per les sigles en anglès HTH o H2H (de hand-to-hand combat), és un terme genèric que normalment es fa a la lluita sense armes dut a terme des d'un punt de vista militar. La frase «cos a cos» indica combat desarmat però sol permetre considerar l'ús d'algunes armes. Combat en espai confinat és el terme comú per al combat a curta distància. Aquest pot incloure mètodes letals i no letals.